# NGC 5740
NGC 5740 (другие обозначения — UGC 9493, MCG 0-38-3, ZWG 20.8, KCPG 434A, IRAS14418+0153, PGC 52641) — спиральная галактика с перемычкой (SBb) в созвездии Дева.
Этот объект входит в число перечисленных в оригинальной редакции «Нового общего каталога».